# Swetlana Malachowa-Schischkina
Swetlana Anatoljewna Malachowa-Schischkina (russisch Светлана Анатольевна Малахова-Шишкина; * 27. März 1977 in Serebrjansk) ist eine ehemalige kasachische Skilangläuferin.

## Werdegang
Malachowa-Schischkina startete im Dezember 1995 in Davos erstmals im Skilanglauf-Weltcup und belegte dabei den 73. Platz über 5 km Freistil. Bei den Winter-Asienspielen 1996 in Harbin errang sie den 11. Platz über 10 km Freistil und den achten Platz über 5 km klassisch. Zudem holte sie dort Silber mit der Staffel. Ihre ersten Weltcuppunkte holte sie bei den nordischen Skiweltmeisterschaften 1999 in Ramsau am Dachstein mit dem 16. Platz über 15 km Freistil. Bei den Winter-Asienspielen 1999 in Gangwon holte sie die Silbermedaille über 5 km klassisch und jeweils die Goldmedaille über 10 km Freistil und mit der Staffel. Im Januar 2003 gewann sie bei der Winter-Universiade in Tarvisio die Bronzemedaille mit der Staffel und die Goldmedaille über 5 km klassisch.
Bei den Winter-Asienspielen 2003 in der Präfektur Aomori holte Malachowa-Schischkina die Silbermedaille über 10 km Freistil und jeweils die Goldmedaille über 5 km klassisch und mit der Staffel. Bei der Winter-Universiade 2005 in Innsbruck erzielte sie die Goldmedaille mit der Staffel und über 5 km Freistil. In der Saison 2005/06 kam sie im Weltcupeinzel zehnmal in die Punkteränge. Dabei erreichte sie in Canmore mit dem achten Platz im 15-km-Massenstartrennen und den fünften Rang über 10 km Freistil ihre ersten Top-Zehn-Platzierungen im Weltcupeinzel. Zum Saisonende belegte sie damit den 32. Platz im Gesamtweltcup und den 21. Rang im Distanzweltcup. Dies waren ihre besten Weltcupgesamtergebnisse. In der folgenden Saison errang sie den 35. Platz bei der Tour de Ski 2006/07. Im Februar 2007 erreichte sie in Changchun mit dem dritten Platz über 10 km Freistil ihre einzige Podestplatzierung im Weltcup. Sie kam damit auf den 43. Platz im Gesamtweltcup und auf den 21. Rang im Distanzweltcup.
Bei den Winter-Asienspielen 2007 in Changchun holte Malachowa-Schischkina die Silbermedaille über 5 km klassisch und die Goldmedaille mit der Staffel. Die Tour de Ski 2008/09 beendete sie auf dem 27. und die Tour de Ski 2009/10 auf dem 21. Platz. Zu Beginn ihrer letzten aktiven Saison 2010/11 errang sie den 33. Platz bei der Nordic Opening in Kuusamo. Im Februar 2011 gewann sie bei den Winter-Asienspielen in Almaty die Bronzemedaille im 15-km-Massenstartrennen und die Goldmedaille mit der Staffel. Ihr letztes Weltcuprennen lief sie im März 2011 in Lahti, welches sie auf dem 46. Platz im Skiathlon beendete.
Malachowa-Schischkina nahm an den Olympischen Winterspielen 1998 in Nagano, 2002 in Salt Lake City, 2006 in Turin und 2010 in Vancouver teil. Ihre besten Ergebnisse dabei waren in Vancouver der zehnte Platz über 10 km Freistil und der neunte Rang mit der Staffel. Ihre besten Platzierungen bei acht Teilnahmen bei Weltmeisterschaften (1997, 1999, 2001, 2003, 2005, 2007, 2009 und 2011) waren der siebte Platz über 10 km Freistil im Februar 2005 in Oberstdorf und der vierte Rang mit der Staffel im Februar 2003 im Fleimstal.

## Teilnahmen an Weltmeisterschaften und Olympischen Winterspielen

### Olympische Spiele
- 1998 Nagano: 30. Platz 30 km Freistil, 35. Platz 5 km klassisch, 42. Platz 15 km Verfolgung, 49. Platz 15 km klassisch
- 2002 Salt Lake City: 11. Platz Staffel, 16. Platz 30 km klassisch, 21. Platz 10 km klassisch, 24. Platz 10 km Skiathlon, 33. Platz 15 km Freistil Massenstart
- 2006 Turin: 12. Platz 15 km Skiathlon, 13. Platz Staffel, 14. Platz 10 km klassisch, 40. Platz 30 km Freistil Massenstart
- 2010 Vancouver: 9. Platz Staffel, 10. Platz 10 km Freistil, 25. Platz 15 km Skiathlon, 42. Platz 30 km klassisch Massenstart

### Nordische Skiweltmeisterschaften
- 1997 Trondheim: 12. Platz Staffel, 43. Platz 30 km klassisch, 56. Platz 15 km Verfolgung, 57. Platz 15 km Freistil, 65. Platz 5 km klassisch
- 1999 Ramsau: 16. Platz 15 km Freistil, 18. Platz 30 km klassisch, 18. Platz 15 km Verfolgung, 37. Platz 5 km klassisch
- 2001 Lahti: 9. Platz Staffel, 17. Platz 10 km Skiathlon, 18. Platz 10 km klassisch, 24. Platz 15 km klassisch
- 2003 Val di Fiemme: 4. Platz Staffel, 14. Platz 30 km Freistil, 15. Platz 15 km klassisch Massenstart, 20. Platz 2 × 5 km Skiathlon, 24. Platz 10 km klassisch
- 2005 Oberstdorf: 7. Platz Staffel, 7. Platz Teamsprint Freistil, 7. Platz 10 km Freistil, 20. Platz 15 km Skiathlon, 29. Platz 30 km klassisch Massenstart
- 2007 Sapporo: 11. Platz Staffel, 28. Platz 10 km Freistil, 29. Platz 15 km Skiathlon
- 2009 Liberec: 8. Platz Teamsprint klassisch, 10. Platz Staffel, 13. Platz 10 km klassisch, 26. Platz 15 km Skiathlon, 29. Platz 30 km Freistil Massenstart
- 2011 Oslo: 11. Platz Staffel, 24. Platz 10 km klassisch, 36. Platz 15 km Skiathlon, 36. Platz 30 km Freistil Massenstart

## Weltcup-Gesamtplatzierungen
| Saison    | Gesamt | Gesamt | Distanz | Distanz |
| Saison    | Punkte | Platz  | Punkte  | Platz   |
| --------- | ------ | ------ | ------- | ------- |
| 1998/99   | 28     | 48.    | 28      | 31.     |
| 1999/2000 | -      | -      | -       | -       |
| 2000/01   | 14     | 78.    | -       | -       |
| 2001/02   | 15     | 74.    | -       | -       |
| 2002/03   | 17     | 74.    | -       | -       |
| 2003/04   | 70     | 53.    | 70      | 35.     |
| 2004/05   | 104    | 41.    | 104     | 24.     |
| 2005/06   | 189    | 32.    | 189     | 21.     |
| 2006/07   | 98     | 43.    | 98      | 21.     |
| 2007/08   | -      | -      | -       | -       |
| 2008/09   | 55     | 61.    | 39      | 40.     |
| 2009/10   | 171    | 46.    | 131     | 27.     |
| 2010/11   | 44     | 65.    | 44      | 43.     |